# 井上詩音
井上 詩音（いのうえ しおん、2000年4月25日 - ）は、宮城県生まれ、愛知県名古屋市守山区出身のプロサッカー選手。Jリーグ・ベガルタ仙台所属。ポジションはディフェンダー（DF）。

## プロ入り前
3人兄弟の長男として生まれる。11歳の時に地元の守山FCでサッカーを始め、中学は地元の守山北中学校に通いながらNagoya.S.Sに所属した。当時から守備的なポジションでの起用が多かったが、中学時代はヘディングの強さと足の速さを活かしてフォワードでも起用されていた。
中学卒業後は東海学園高等学校に進学し、名古屋グランパスU-18に所属。U-18の同学年には菅原由勢・藤井陽也・成瀬竣平らがおり、中でも藤井とはJR中央本線で通っていた共通点から特に仲が良く、常に刺激を与えられる関係でもあった。
トップチームへの昇格はかなわず、高校卒業後は専修大学法学部政治学科に進学しサッカー部に所属。四年次は主将を務めた。同大サッカー部で遠藤光、菊地健太らとプレー。

## クラブ経歴

### ヴァンフォーレ甲府
2022年10月、ヴァンフォーレ甲府への加入内定が発表された。
2023年2月25日、J2リーグ第2節の徳島ヴォルティス戦でスタメン出場しプロデビュー。3月19日、第5節のファジアーノ岡山FC戦で品田愛斗のコーナキックからプロ初ゴールを決めた。4月22日の町田ゼルビア戦の試合出場で、プロA契約締結条件である公式戦900分（J2）以上の出場を果たし、プロA契約に変更。
1年目ながらリーグ戦30試合に出場し、チームの守備に安定感をもたらす即戦力の活躍をみせた。J2所属でありながら前年の天皇杯優勝枠で出場したAFCチャンピオンズリーグ2023/24では、井上が出場した試合は無敗であり、大量失点を喫したホームのメルボルン・シティFC戦では自身のゴールを含めて3得点全てに絡んで引き分けに繋げるなど、守備の要として1次リーグ突破の原動力となった。

### 名古屋グランパス
大学・ヴァンフォーレ甲府での成長が評価され、アカデミーを過ごした名古屋グランパスからオファーを受ける。このオファーについて井上は「名古屋からオファーがあったらいいよね」と話していた中でのオファーであり、驚きが強く整理ができずにかなり迷ったとしながらも、新たな目標を定めて挑戦する思いで移籍を決断した。2024年1月6日、名古屋グランパスが完全移籍での獲得を発表した。
この年のグランパスはDFの主力が多く移籍しており、即戦力として井上のほかにハ・チャンレや三國ケネディエブスが加入していた。再編する守備の軸としてはハ・チャンレや河面旺成が期待されていたがシーズン開始直前に2人が揃って負傷し、開幕戦には野上結貴とともに井上・三國といった若い布陣で挑まざるを得なくなり、若い2人の経験不足が露呈して0-3の完敗を喫する要因となってしまう。第2節にも途中出場したが、その後は軸として期待された2人の復帰に伴ってベンチ入りすら難しい状況となった。

### ベガルタ仙台
2024年12月、ベガルタ仙台への完全移籍が発表された。
2025年5月3日、J2リーグ第13節レノファ山口FC戦で移籍後初ゴールを決めた。

## 選手としての特徴
高い身体能力を武器とするセンターバックで、ヘディングには絶対の自信を持つ。足の速さを活かしたカバーリングも武器としており、3バックの全てのポジションをこなせる器用さを持ち、サイドバックでの起用にも自信を持つ。

## 所属クラブ
- 2011年 - 2013年 守山FC（名古屋市立白沢小学校）
- 2013年 - 2016年 Nagoya S.S.（名古屋市立守山北中学校）
- 2016年 - 2019年 名古屋グランパスU-18（東海学園高等学校）
- 2019年 - 2023年 専修大学
- 2023年  ヴァンフォーレ甲府
- 2024年  名古屋グランパス
- 2025年 -  ベガルタ仙台

## 個人成績
| 国内大会個人成績 | 国内大会個人成績 | 国内大会個人成績 | 国内大会個人成績 | 国内大会個人成績 | 国内大会個人成績 | 国内大会個人成績 | 国内大会個人成績 | 国内大会個人成績 | 国内大会個人成績 | 国内大会個人成績 | 国内大会個人成績 |
| 年度             | クラブ           | 背番号           | リーグ           | リーグ戦         | リーグ戦         | リーグ杯         | リーグ杯         | オープン杯       | オープン杯       | 期間通算         | 期間通算         |
| 年度             | クラブ           | 背番号           | リーグ           | 出場             | 得点             | 出場             | 得点             | 出場             | 得点             | 出場             | 得点             |
| 日本             | 日本             | 日本             | 日本             | リーグ戦         | リーグ戦         | リーグ杯         | リーグ杯         | 天皇杯           | 天皇杯           | 期間通算         | 期間通算         |
| ---------------- | ---------------- | ---------------- | ---------------- | ---------------- | ---------------- | ---------------- | ---------------- | ---------------- | ---------------- | ---------------- | ---------------- |
| 2023             | 甲府             | 49               | J2               | 30               | 1                | -                | -                | 0                | 0                | 30               | 1                |
| 2024             | 名古屋           | 4                | J1               | 2                | 0                | 1                | 0                | 1                | 0                | 4                | 0                |
| 2025             | 仙台             | 44               | J2               |                  |                  |                  |                  |                  |                  |                  |                  |
| 通算             | 日本             | 日本             | J1               | 2                | 0                | 1                | 0                | 1                | 0                | 4                | 0                |
| 通算             | 日本             | 日本             | J2               | 30               | 1                | -                | -                | 0                | 0                | 30               | 1                |
| 総通算           | 総通算           | 総通算           | 総通算           | 32               | 1                | 1                | 0                | 1                | 0                | 34               | 1                |

## タイトル

### クラブ
名古屋グランパス
- Jリーグカップ（2024年）